# Muroran

Muroran (室蘭市 Muroran-shi?) este un municipiu din Japonia, prefectura Hokkaidō.